# ميخايلو هروشيفسكي
ميخايلو هروشيفسكي ( 29 سبتمبر 1866 - 24 نوفمبر 1934) هو كان أكاديمي، سياسي، مؤرخ ورجل دولة أوكراني، وكان أحد أهم الشخصيات في النهضة الوطنية الأوكرانية في أوائل القرن العشرين. وغالبًا ما يعتبر أعظم مؤرخ حديث في البلاد.